# Karschia nasuta
Karschia nasuta är en spindeldjursart som beskrevs av Kraepelin 1899. Karschia nasuta ingår i släktet Karschia och familjen Karschiidae. Inga underarter finns listade i Catalogue of Life.